# Maria da Conceição Tavares
Maria da Conceição Tavares (Anadia, Portugal; 24 de abril de 1930-Nova Friburgo, Brasil; 8 de junio de 2024) fue una economista y política portuguesa, nacionalizada brasileña. Fue profesora titular de la Universidade Estadual de Campinas (UNICAMP) y profesora emérita de la Universidade Federal do Rio de Janeiro ( UFRJ).

## Biografía
Afiliada al Partido de los Trabajadores (PT), Maria da Conceição fue diputada federal por el estado de Río de Janeiro entre 1995 y 1999, y fue autora de diversos libros sobre desarrollo económico.
Nacida en Anadia, creció en Lisboa. Su madre era católica y su padre un anarquista que albergó a refugiados de la guerra civil española, en plena dictadura de Salazar.
Graduada en matemáticas en la Universidad de Lisboa en 1953, llegó a Brasil en febrero de 1954, ya casada con el ingeniero portugués Pedro Soares, embarazada de su primera hija, Laura. Su segundo marido, Antonio Carlos Macedo, profesor de ciencias biológicas de la UFRJ, es el padre de su hijo Bruno, nacido en 1965. Trabajó en la elaboración del Plan de Metas durante la presidencia de Juscelino Kubitschek. Se nacionalizó brasileña en 1957. En el mismo año decidió estudiar economía, influenciada por tres clásicos del pensamiento económico brasileño: Celso Furtado, Caio Prado Júnior e Ignácio Rangel. Este último fue quien le llamó la atención sobre las cuestiones relacionadas con el capital financiero: "Eso se lo debo a Ignácio Rangel, que se acercó a mí y me dijo: "La izquierda tiene la manía de no estudiar esa cosa de la moneda y las finanzas , y eso da muy mal resultado." Yo dije: "En finanzas públicas hay gente." "Pero yo no estoy hablando de eso, estoy hablando de bancos, balances, esas cosas a las que ustedes no prestan atención. Se precisa estudiar, se precisa saber, porque la inflación ... " Y comenzó con sus cosas sobre la inflación."
En la UFRJ, donde se graduó en 1960, fue alumna de Octávio Gouvêa de Bulhões y de Roberto Campos. Trabajó como analista matemática en el Banco Nacional de Desenvolvimento Econômico e Social (BNDES) de Brasil.
Escribió centenas de artículos y varios libros, destacándose el clásico "Auge y declinación del proceso de sustitución de importaciones en Brasil - De la substitución de importaciones al capitalismo financeiro", de 1972. El texto fue escrito al final de los años 60, cuando encabezaba la oficina de la Comisión Económica para América Latina y el Caribe (CEPAL) en Brasil.
Entre 1968 e 1972, durante la ditadura militar, se exilió en Chile, donde trabajó en el Ministerio de Economía, durante el gobierno de Salvador Allende.
A lo largo de 60 años formó generaciones de economistas y líderes políticos brasileños, entre ellos Dilma Rousseff, José Serra, Carlos Lessa, Edward Amadeo, Aloísio Teixeira, Luciano Coutinho, Luís Gonzaga Beluzzo, y João Manuel Cardoso de Melo.